# Nippon Series 2012
Die Nippon Series 2012, nach Sponsorenverträgen offiziell Konami Nippon Series 2012 (jap. コナミ日本シリーズ2012, Konami Nippon shirīzu nisenjūni), ist die 63. Auflage der jährlichen Meisterschaftsfinalserie im japanischen Profibaseball. Die Best-of-Seven-Serie beginnt am 27. Oktober 2012; das siebte Spiel fände am 4. November statt. Das Heimrecht in den ersten beiden Spielen und gegebenenfalls ab dem sechsten Spiel hat 2012 der Vertreter der Central League.

## Ergebnis der regulären Saison und Playoffs
In der Central League konnten die Rekordmeister Yomiuri Giants erstmals seit 2009 die reguläre Saison als Erstplatzierte abschließen, die beiden weiteren Playoffplätze sicherten sich die Chūnichi Dragons und die Tōkyō Yakult Swallows. In der Pacific League setzten sich die Hokkaidō Nippon Ham Fighters knapp vor den Saitama Seibu Lions als Ligasieger durch, den dritten Playoffplatz sicherte sich der Titelverteidiger von 2011, die Fukuoka SoftBank Hawks. Damit bestreiten in beiden Ligen die gleichen Mannschaften wie im Vorjahr die Climax Series.
| Central League | Central League         | Central League | Central League | Central League | Central League | Central League | Central League | Central League | Pacific League | Pacific League               | Pacific League | Pacific League | Pacific League | Pacific League | Pacific League | Pacific League | Pacific League |
| #              | Team                   | S              | N              | U              | GB             | PCT            | AVG            | ERA            | #              | Team                         | S              | N              | U              | GB             | PCT            | AVG            | ERA            |
| -------------- | ---------------------- | -------------- | -------------- | -------------- | -------------- | -------------- | -------------- | -------------- | -------------- | ---------------------------- | -------------- | -------------- | -------------- | -------------- | -------------- | -------------- | -------------- |
| 1.             | Yomiuri Giants         | 86             | 43             | 15             | –              | .667           | .256           | 2.16           | 1.             | Hokkaidō Nippon Ham Fighters | 74             | 59             | 11             | –              | .556           | .256           | 2.89           |
| 2.             | Chūnichi Dragons       | 75             | 53             | 16             | 10.5           | .586           | .245           | 2.58           | 2.             | Saitama Seibu Lions          | 72             | 63             | 9              | 3              | .533           | .251           | 3.24           |
| 3.             | Tōkyō Yakult Swallows  | 68             | 65             | 11             | 9.5            | .511           | .260           | 3.35           | 3.             | Fukuoka SoftBank Hawks       | 67             | 65             | 12             | 3.5            | .508           | .252           | 2.56           |
| 4.             | Hiroshima Tōyō Carp    | 61             | 71             | 12             | 6.5            | .462           | .233           | 2.72           | 4.             | Tōhoku Rakuten Golden Eagles | 67             | 67             | 10             | 1              | .500           | .252           | 2.99           |
| 5.             | Hanshin Tigers         | 55             | 75             | 14             | 5              | .423           | .236           | 2.65           | 5.             | Chiba Lotte Marines          | 62             | 67             | 15             | 2.5            | .481           | .257           | 3.13           |
| 6.             | Yokohama DeNA BayStars | 46             | 85             | 13             | 9.5            | .351           | .233           | 3.76           | 6.             | Orix Buffaloes               | 57             | 77             | 10             | 7.5            | .425           | .241           | 3.34           |

### Climax Series
Die Playoffs begannen 2012 in beiden Ligen gleichzeitig am 13. Oktober mit der First Stage der Climax Series im Nagoya Dome und im Seibu Dome. In beiden Ligen lief die Serie über drei Spiele: Chūnichi besiegte Yakult mit 6–1, 0–1, 1–4, und der Pacific-League-Dritte und Vorjahresmeister SoftBank setzte sich mit 2–1, 0–8, 3–2 gegen Seibu durch.
Die Final Stage der Climax Series begann am 17. Oktober im Tokyo Dome und im Sapporo Dome. In der Pacific League gewann Nippon Ham gegen SoftBank glatt in drei Spielen (3–2, 3–0, 4–2). In der Central League läuft die Serie über volle sechs Spiele: Chūnichi entschied die ersten drei Spiele in Folge für sich, verlor aber die folgenden beiden Begegnungen an die Giants.
| Climax Series Stage 1 | Climax Series Stage 1  | Climax Series Stage 1 |                              | Climax Series Stage 2 | Climax Series Stage 2        | Climax Series Stage 2 |  |   | Nippon Series  | Nippon Series | Nippon Series |
|                       |                        |                       |                              |                       |                              |                       |  |   |                |               |               |
| 3                     | Tōkyō Yakult Swallows  | 1                     |                              | 2                     | Chūnichi Dragons             | 3                     |  |   |                |               |               |
| 2                     | Chūnichi Dragons       | 2                     |                              | 1                     | Yomiuri Giants               | 2+1                   |  |   |                |               |               |
| Central League        |                        |                       |                              |                       |                              |                       |  |   |                |               |               |
|                       |                        |                       |                              |                       |                              |                       |  | 1 | Yomiuri Giants | 4             |               |
|                       |                        | 1                     | Hokkaidō Nippon Ham Fighters | 2                     |                              |                       |  |   |                |               |               |
|                       |                        |                       |                              |                       |                              |                       |  |   |                |               |               |
| 3                     | Fukuoka SoftBank Hawks | 2                     |                              | 3                     | Fukuoka SoftBank Hawks       | 0                     |  |   |                |               |               |
| 2                     | Saitama Seibu Lions    | 1                     |                              | 1                     | Hokkaidō Nippon Ham Fighters | 3+1                   |  |   |                |               |               |
| Pacific League        |                        |                       |                              |                       |                              |                       |  |   |                |               |               |